# Nizami Gandžavi
Nizami Gandžavi (perzijski: نظامی گنجوی; azerski: Nizami Gəncəvi; engleski: Nizami Ganjavi, Gandža, oko 1141. - Gandža, 1209.) - perzijski sunitski muslimanski pjesnik iz 12. stoljeća, rođen na području današnjeg Azerbajdžana.
Smatra se najvećim romantičnim epskim pjesnikom u perzijskoj književnosti, koji je unio kolokvijalni i realistički stil u perzijski ep. Njegovo nasljeđe nadaleko je cijenjeno i dijele ga: Afganistan, Azerbajdžan, Iran, regija Kurdistan i Tadžikistan, koji ga slave kao svog nacionalnog pjesnika.
Nizami Gandžavi rođen je u Gandži, u današnjem Azerbajdžanu, gdje je živio do svoje smrti. Radio je na mjesnim sudovima posvećujući svoja djela raznim prinčevima-klijentima. Živio je u doba političke nestabilnosti, ali i intenzivne intelektualne aktivnosti, što se i odražava u njegovim pjesmama. Malo se zna o njegovom životu, njegovom odnosu s njegovim pokroviteljima ili točnoj starosti njegovih djela, jer mnoge legende koje su nastale o ovom pjesniku, utjecale su na pisanje njegovih kasnijih biografa.
Samo mali korpus njegove lirske poezije, uglavnom kasida (oda) i gazela (lirskih pjesama) ostao je sačuvan. Najpoznatiji po svojih pet dugih proznih spjevova, koji su sačuvani. On je svoje pjesme posvetio raznim vladarima, što je tada bio običaj kod velikih pjesnika, ali je izbjegavao dvorski život. Bio je majstor stila mesnevije (distiha). Napisao je „Petoknjižje”, jedno od najoriginalnijih djela perzijske književnosti; sadrži pet mesnevija s približno 30 000 stihova, a tema im je ljubav i viteštvo. U petoj, „Knjiga o Aleksandru,” opisani su ratni uspjesi Aleksandra Velikoga. Njegove fiktivne i epske teme, u sljedećim stoljećima bile su predmet mnogih imitacija na području od Turske preko Irana do Indije, te je opskrbljivao gotovo neiscrpan materijal za umjetnost minijaturista.